# إليزه هال
إليزه هال (بالإنجليزية: Elsie Hall)‏ هي عازفة بيانو أسترالية، ولدت في 22 يونيو 1877 في توومبا في أستراليا، وتوفيت في 27 يونيو 1976 في Wynberg, Cape Town ‏ في جنوب أفريقيا.